# Suchowola
Suchowola ist eine Stadt in der Woiwodschaft Podlachien mit etwa 2200 Einwohnern im Nordosten Polens. Sie ist Sitz der gleichnamigen Stadt-und-Land-Gemeinde mit etwa 7000 Einwohnern.
Die Stadt liegt am östlichen Rande der Biebrzasümpfe und gehört dem Powiat Sokólski an. Suchowola gilt als einer der geografischen Mittelpunkte Europas.

## Geschichte
Die erste urkundliche Erwähnung des Ortes stammt aus dem Jahre 1576. Im 17. Jahrhundert entstand eine starke jüdische Gemeinde. 1698 erhielt Suchowola von August dem Starken das Recht zum Abhalten eines jüdischen Jahrmarktes und bekam 1770 durch Stanislaus August II. Stadtrechte verliehen.
1775 ermittelte der polnische Kartograf und Astronom Szymon Antoni Sobiekrajski Suchowola als den geografischen Mittelpunkt Europas.
Im Zentrum der Stadt wurde ein Findling aufgestellt, der diese geografische Mitte Europas markiert.
Zwischen 1795 und 1807 gehörte die Stadt zu Preußen, anschließend bis 1918 zu Russland und dann zu Polen.
Die Entwicklung der Stadt wurde von Tataren beeinflusst, die sich mit der Bearbeitung von Leder beschäftigten und von Juden, die ein Drittel der Bevölkerung ausmachten und Handel und Handwerk betrieben.
Im Jahr 1777 erhielt Suchowola Stadtrechte.
1939 wurde die Stadt von der deutschen Wehrmacht besetzt.
Im Juli 1941 beteiligten sich auch polnische Bürger in Suchowola an Pogromen gegen ihre jüdischen Mitbürger.
Im Herbst 1941 gründeten die deutschen Besatzer in Suchowola ein Ghetto für die einheimischen Juden und etwa 2600 Juden aus der Umgebung. Insgesamt gingen rund 5000 Opfer durch das Ghetto. Die imposante hölzerne Synagoge wurde abgebrannt, der jüdische Friedhof demoliert.
Am 2. November 1942 wurde das Ghetto aufgelöst und seine Bewohner wurden in das Durchgangslager in Kielbasin bei Grodno deportiert. Sie starben im Vernichtungslager in Treblinka.
1950 verlor Suchowola seine Stadtrechte, da durch die Folgen des Krieges, der Besetzung und Genozid die Einwohnerschaft drastisch reduziert wurde. Seit 1997 ist Sochowola wieder eine Stadt.

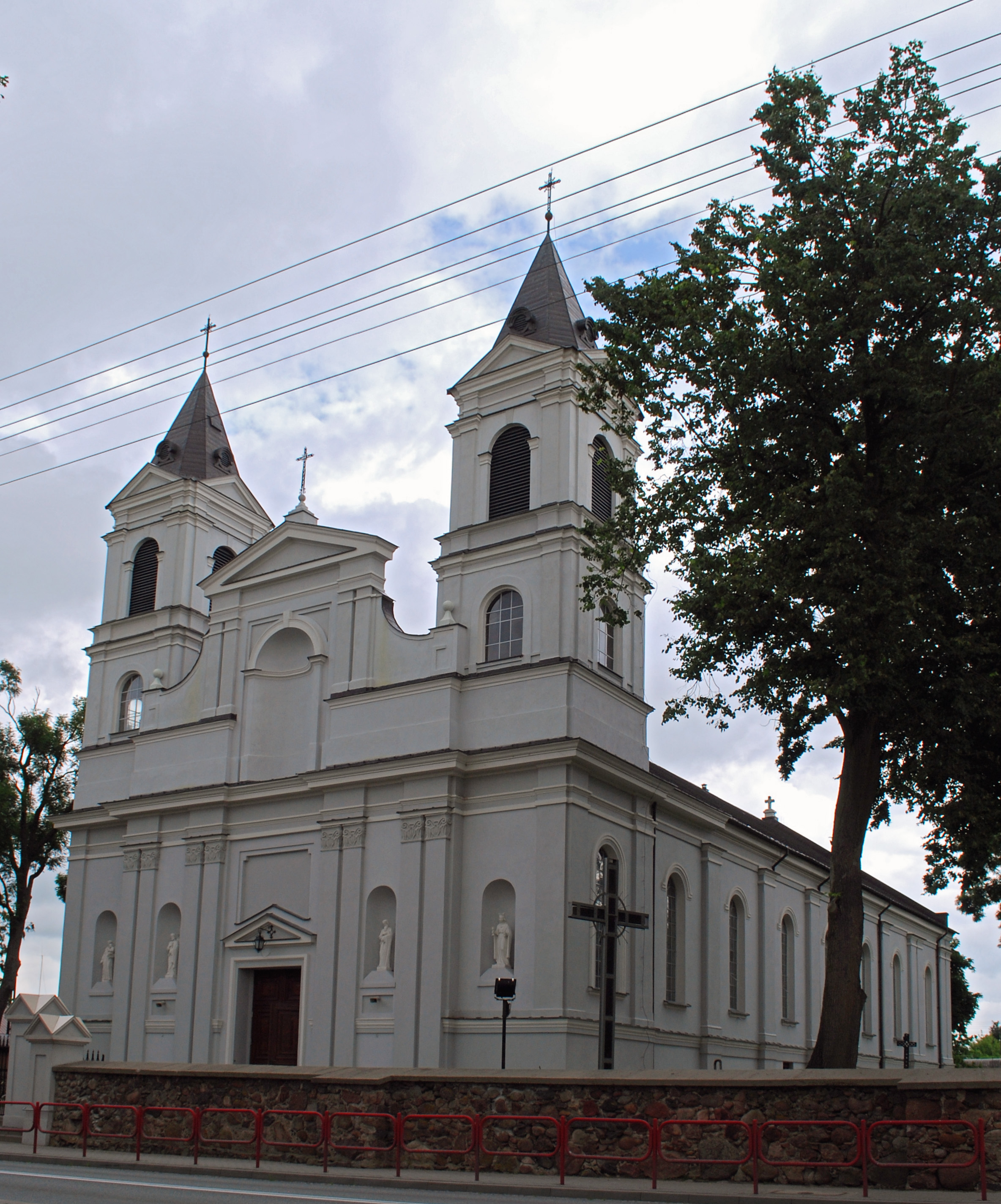
Kirche in Suchowola
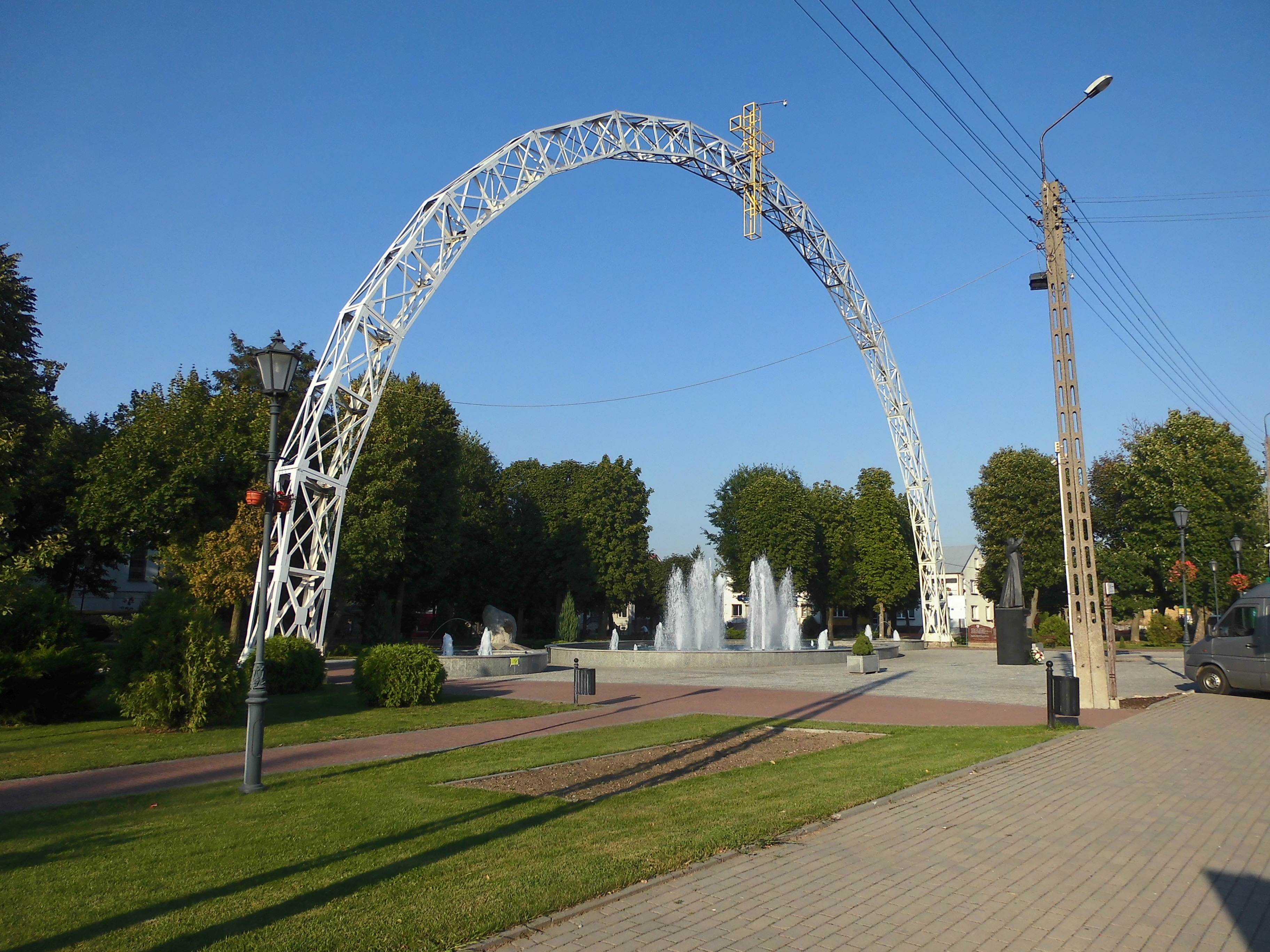
Triumphbogen zum Papstbesuch
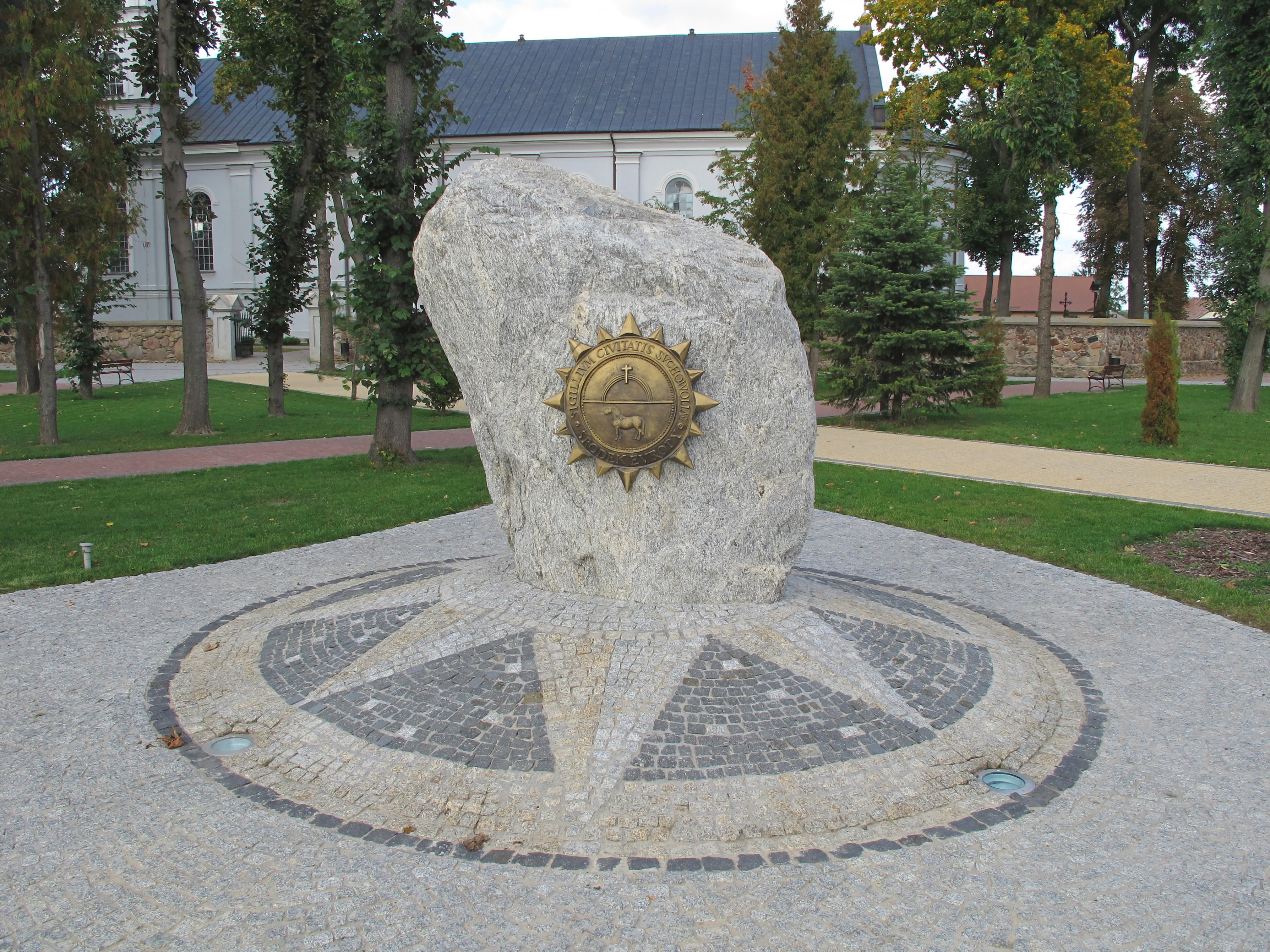
Findling zur Markierung des geografischen Mittelpunkts Europas (nach Berechnungen von 1775)
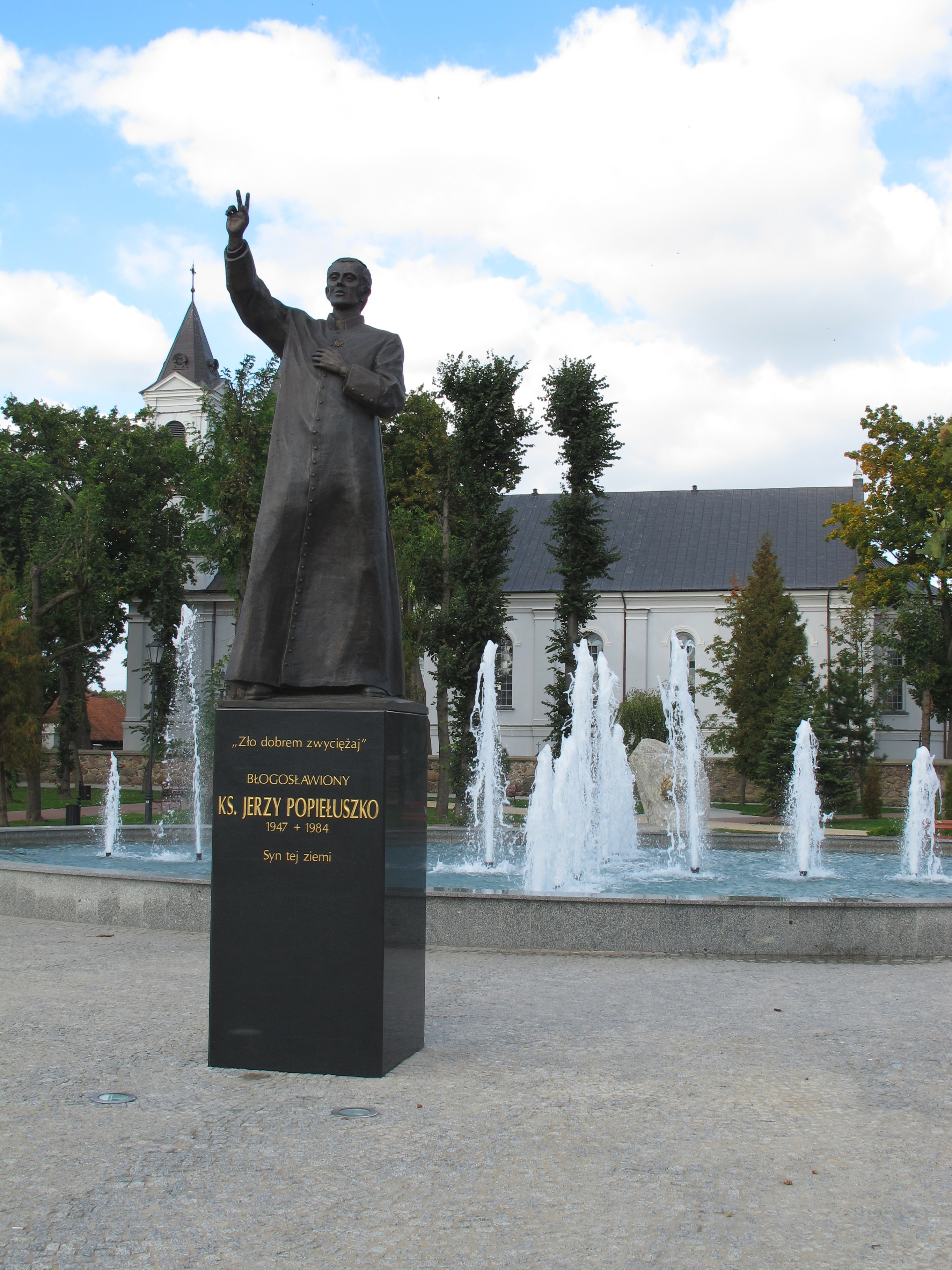
Denkmal für den Märtyrer Jerzy Popiełuszko (1947–1984)

## Gmina
Die Stadt-und-Land-Gemeinde (gmina miejsko-wiejska) Suchowola umfasst ein Gebiet von fast 256 km² und hat etwa 7000 Einwohner (2016).